# Championnats du monde de cyclisme sur piste 1958
Navigation
Rocourt 1957 Amsterdam 1959
Les championnats du monde de cyclisme sur piste 1958 se sont déroulés à Paris, en France. Huit épreuves ont été disputées dont six par les hommes (3 pour les professionnels et 3 pour les amateurs) et deux par les femmes (vitesse et poursuite). C’est en effet à  Paris que les épreuves féminines ont fait partie, pour la première fois, du programme des championnats du monde.

## Résultats

### Hommes

#### Podiums professionnels
| Compétition            | Or                     | Argent                    | Bronze                   |
| ---------------------- | ---------------------- | ------------------------- | ------------------------ |
| Vitesse individuelle   | Michel Rousseau France | Enzo Sacchi Italie        | Antonio Maspes Italie    |
| Poursuite individuelle | Roger Rivière France   | Leandro Faggin Italie     | Franco Gandini Italie    |
| Demi-fond              | Walter Bucher Suisse   | Guillermo Timoner Espagne | Wouter Wagtmans Pays-Bas |

#### Podiums amateurs
| Compétition            | Or                                | Argent                        | Bronze                        |
| ---------------------- | --------------------------------- | ----------------------------- | ----------------------------- |
| Vitesse individuelle   | Valentino Gasparella Italie       | Sante Gaiardoni Italie        | Dick Ploog Australie          |
| Poursuite individuelle | Norman Sheil Royaume-Uni          | Philippe Gaudrillet France    | Carlo Simonigh Italie         |
| Demi-fond              | Lothar Meister Allemagne de l'Est | Heinz Wahl Allemagne de l'Est | Arie van Houwelingen Pays-Bas |

### Femmes
| Compétition            | Or                                   | Argent                                        | Bronze                   |
| ---------------------- | ------------------------------------ | --------------------------------------------- | ------------------------ |
| Vitesse individuelle   | Galina Ermolaeva Union soviétique    | Valentina Maximova-Pantilova Union soviétique | Jean Dunn Royaume-Uni    |
| Poursuite individuelle | Ludmilla Kotchetova Union soviétique | Stella Bail Royaume-Uni                       | Kathleen Ray Royaume-Uni |

## Tableau des médailles
| Rang | Nation             | Or | Argent | Bronze | Total |
| ---- | ------------------ | -- | ------ | ------ | ----- |
| 1    | France             | 2  | 1      | 0      | 3     |
| 1    | Union soviétique   | 2  | 1      | 0      | 3     |
| 3    | Italie             | 1  | 3      | 3      | 7     |
| 4    | Royaume-Uni        | 1  | 1      | 2      | 4     |
| 5    | Allemagne de l'Est | 1  | 1      | 0      | 2     |
| 6    | Suisse             | 1  | 0      | 0      | 1     |
| 7    | Espagne            | 0  | 1      | 0      | 1     |
| 8    | Pays-Bas           | 0  | 0      | 2      | 2     |
| 9    | Australie          | 0  | 0      | 1      | 1     |
|      | TOTAL              | 8  | 8      | 8      | 24    |